# Carlo Otte

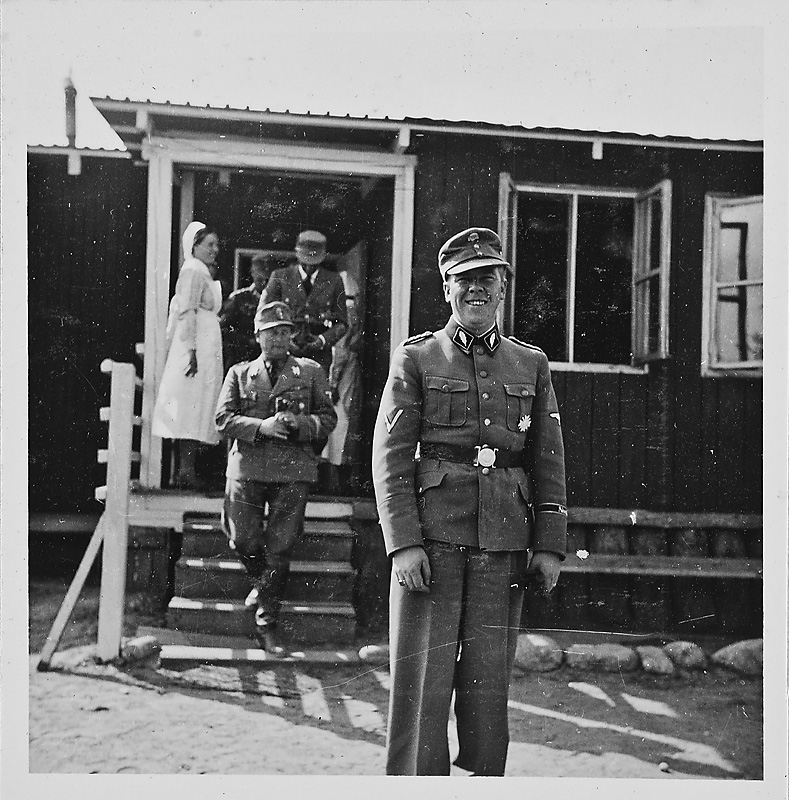
Carlo Otte während einer Dienstreise mit dem Reichskommissar Josef Terboven durch Norwegen und Finnland, Juli 1942

Karolus „Carlo“ Otto Wilhelm Max Friedrich Otte (* 20. Mai 1908 in Hamburg; † 24. August 1980 in Hamburg-Wandsbek) war Wirtschaftsfunktionär, Gauwirtschaftsberater der NSDAP von Hamburg und ab 1940 Leiter der Hauptabteilung Volkswirtschaft beim Reichskommissariat Norwegen.

## Schule und Aufstieg
Otte besuchte von 1914 bis 1923 die Realschule und machte von 1923 bis 1926 eine kaufmännische Lehre. Er hatte früh Interesse an volkswirtschaftlichen Fragen und arbeitete sich, ohne ein Studium zu absolvieren, als Autodidakt durch den Besuch einzelner Vorlesungen an der Universität Hamburg in das Fachgebiet ein. Zum 1. Dezember 1930 trat er in die NSDAP (Mitgliedsnummer 402.102) sowie im selben Jahr in die SA ein. 1931 wechselte er von letzterer zur SS (SS-Nummer 24.024). Otte war während der „Kampfzeit“ ein Mitstreiter des Hamburger Gauleiters Karl Kaufmann. Otte wurde auch schon früh vom Hamburger Gauwirtschaftsberater Gustav Schlotterer protegiert und, nachdem dieser seine organisatorischen Fähigkeiten erkannt hatte, zu dessen Stellvertreter ernannt.

## Gauwirtschaftsberater
Otte wurde 1935 Nachfolger von Schlotterer als NSDAP-Gauwirtschaftsberater von Hamburg und hatte diese Funktion offiziell bis 1945 inne. In dieser Funktion war er für die „Arisierung“ in Hamburg maßgeblich zuständig. Otte war seinem Vorgänger Schlotterer intellektuell unterlegen und zunächst „seinem Amt nicht gewachsen“, so das Urteil eines ehemaligen Mitarbeiters nach 1945. Er genoss jedoch als „fanatischer Idealist“ das volle Vertrauen des Gauleiters Kaufmann, dem er sich „treu ergeben“ zeigte. Zudem versuchte Otte seine fehlende Kompetenz und Lebenserfahrung mit seinem arroganten und überheblichen Benehmen zu kaschieren, weshalb er in den hanseatisch geprägten Wirtschaftskreisen Hamburgs nur ein geringes Ansehen genoss.
In wesentlichen „Arisierungsverfahren“ war im übrigen Ottes langjähriger Mitarbeiter im Gauwirtschaftsamt, Otto Wolff, federführend. Wolff wurde nach der Abordnung Ottes nach Norwegen 1940 dann auch kommissarischer Gauwirtschaftsberater.
In der Funktion des Gauwirtschaftsberaters hatte Otte nominell die Aufgabe, die Interessen der Partei auf dem Gebiet des Wirtschaftslebens wahrzunehmen. Tatsächlich war sein Einfluss aber weitaus größer, da ihm der Totalitätsanspruch der NSDAP die Macht verlieh, sich in alle Wirtschaftsfragen seines Gaus einzumischen und vor allem auf die Besetzung der wichtigsten Posten in der Wirtschaftsverwaltung entscheidenden Einfluss auszuüben.
Im Herbst 1939 wurde Otte Chef des „Führungsstabes Wirtschaft“ in Hamburg und damit oberster Wirtschaftslenker der Hansestadt. 1942 wurde Otte zum Hamburger Senator für Schifffahrt, Handel und Gewerbe und Beigeordneter der Hansestadt Hamburg ernannt. Wegen seiner Aufgaben in Norwegen hat er diese Funktionen jedoch nicht hauptamtlich wahrgenommen.

## Wirtschaftsfunktionär in Norwegen
Von 1940 bis 1945 war Otte Leiter der Hauptabteilung Volkswirtschaft und persönlicher Ratgeber des Reichskommissar Norwegen, Josef Terboven in Oslo. In dieser Funktion hatte er eine Machtstellung, wie sie in der norwegischen Wirtschaftsgeschichte keiner vorher oder nachher besessen hat. Im Juli 1942 wurde er zum Beauftragten des Reichskommissars für die Seeschifffahrt in Norwegen ernannt.
Zwischen dem umtriebigen und durchsetzungsfähigen Otte und seinen Abteilungsleitern auf der einen und Persönlichkeiten der norwegischen Industrie, Schifffahrt und Wirtschaftsverwaltung sowie den Behörden und Verbänden auf der anderen Seite wurde vielfach eine vertrauensvolle Kooperation gepflegt, bei der die norwegische Regierung Vidkun Quisling umgangen und teilweise auch Konflikte mit dieser ausgetragen wurde. Bei diesen Auseinandersetzungen spielten teilweise weniger fachliche Entscheidungen Ottes eine Rolle, sondern dessen als arrogant charakterisiertes Auftreten, bei dem er die norwegischen Kollaborateure der Nationalsozialisten, vor allem Quisling und den norwegischen Innenminister Albert Viljam Hagelin, deutlich spüren ließ, wer in Norwegen die wirtschaftspolitische Leitung hatte.
Otte trat mehrfach auch als Anwalt der norwegischen Wirtschaft auf und wehrte unter anderem überzogene Forderungen der Wehrmacht ab.

## Weitere Funktionen und „Ehrungen“
Neben den Funktionen in Hamburg und Norwegen war Otte in den Aufsichtsräten zahlreicher Unternehmen:
- Aufsichtsratsmitglied der Gemeinnützigen Siedlungs AG, Hamburg
- Aufsichtsratsmitglied der Nordischen Aluminium AG/Hansa Leichtmetall AG, Berlin
- Mitglied des Verwaltungsrates der Hamburgischen Baubank

Von der NSDAP wurden Otte der „Winkel für alte Kämpfer“ und 1943 das „Goldene Ehrenzeichen der NSDAP“ verliehen. Innerhalb der SS erreichte Otte 1943 den Rang eines SS-Oberführers.

## Nach Kriegsende
Ein Untersuchungsverfahren des Kriegsverbrechergerichts Oslo kam zum Schluss, gegen Otte keine Anklage zu erheben. Das Verfahren gegen ihn wurde eingestellt. Otte musste jedoch bis 1948 als Zeuge in anderen Verfahren zur Verfügung stehen.
1949 wurde Otte vom Entnazifizierungsausschuss für den Regierungsbezirk Lüneburg in die Kategorie IV (Mitläufer) eingeordnet mit der Bemerkung: „Hat den Nationalsozialismus unterstützt, ohne ihn jedoch wesentlich gefördert zu haben“.

## Schriften
- Carlo Otte: Arbeitsbeschaffung ist Ehrendienst am Volke! Wegweiser zur praktischen Arbeitsbeschaffung. Langebartels & Jürgens, Altona 1934
- Carlo Otte: 50 Jahre Zollanschluß, 50 Jahre Seehafen. Bülk, Hamburg 1938
- Carlo Otte: Das neue Norwegen im europäischen Raum und weitere Beiträge zur deutsch-norwegischen Zusammenarbeit während des Krieges. Stenersen, Oslo 1942